# Idolia antennata
Idolia antennata är en skalbaggsart som beskrevs av Lewis 1888. Idolia antennata ingår i släktet Idolia och familjen stumpbaggar. Inga underarter finns listade i Catalogue of Life.